# 高山箕犀
高山 箕犀（たかやま きさい、本名：李 星昊）は、フリーのイラストレーター。台湾出身。男性。

## 経歴
- 高校時代、教師にゲーム業界で働きたいことを相談すると、ゲーム制作に携わっている卒業生を紹介され、その人に「大学は卒業した方が良い」と言われたため、大学進学を決める[1]。
- 大学卒業後は幕張メッセでのアルバイトをしていたが、同じ大学に通っていたビッツラボラトリーの石川誠から誘いを受け、グラフィッカーとして同社に入社、以降『トゥルー・ラブストーリー』シリーズに携わる[1]。
- その後に同シリーズ製作に特化したゲーム製作会社・GameCRAB立ち上げの際にそちらに籍を移し、『トゥルーラブストーリー3』ではおまけイラストを担当する。
- シリーズのキャラクターデザイナーだった松田浩二の引退に伴い、『True Love Story -Summer Days, and yet...』ではキャラクターデザインを担当する。
- 同ゲーム製作の後はGameCRABを離れフリーになり、2004年にテレビ大阪で放送された『農ドルちゃん』のキャラクターデザインなどを務める[2]。また、2005年に発売されたTYPE-MOONのPC用ゲーム『Fate/hollow ataraxia』にゲスト参加（間桐桜とライダーの花札チーム）する。

## 人物像
- 小学生時代は『機動戦士ガンダム』放映の頃で、机に多数のドムを書いていたと語る[1]。
- 中学校でゲームセンター同好会を立ち上げるが、年3000円の部費はディスクシステムの書き換えと脱衣麻雀ゲームで使い切った[1]。
- 「箕犀」という名前は祖父の名前からもらったとのこと。
- メガドライブと『装甲騎兵ボトムズ』とスバル車が好きとのこと。
- 「家がもし火事になり、一つだけ持ち出す」としたら、『スペースハリアー』を持ち出すと語る[1]。
- TYPE-MOONと親交が深い。きっかけは奈須きのこと一緒に麻雀をしたことから[1]。
- ショートカットの女の子が好みであり、自分がキャラクターデザインをした作品には必ず入れる拘りを持つ。
- キャラクターデザインをする際、声優のイメージとシナリオのプロットを既に決めて行うことが多い。『キミキス』の主要キャラクターの声優は、星乃結美役の小清水亜美以外は箕犀の指名だったと言われる[要出典]（小清水のみオーディションで決定）。
- 『アマガミ』でも同様に箕犀自身から声優を指定したキャラクターは多い[1]。

## 参加作品
※2001年までは本名での参加、2003年より高山箕犀名義での参加。
1997年
- トゥルーラブストーリー-Remember My Heart（グラフィック）

1999年
- トゥルー・ラブストーリー2（グラフィック）
- トゥルー・ラブストーリーファンディスク（グラフィック）

2001年
- トゥルー・ラブストーリー3（グラフィック）

2003年
- True Love Story -Summer Days, and yet...（グラフィック、キャラクターデザイン）

2004年
- 農ドルちゃん（オープニング用キャラクターデザイン）

2005年
- Fate/hollow ataraxia（ゲスト参加）
- とびだせ!トラぶる花札道中記（イラスト：間桐桜、ライダー）

2006年
- キミキス（グラフィック、キャラクターデザイン）

2009年
- アマガミ（グラフィック、キャラクターデザイン）

2016年
- Fate/Grand Order（2016年 - 2023年、一部キャラクターデザイン）

2017年
- セイレン（原作、シリーズ構成、脚本、キャラクター原案）

2020年
- アレスタコレクション（パッケージデザイン、GGアレスタ3キャラクターデザイン）